# Tomáš Jan Podivínský

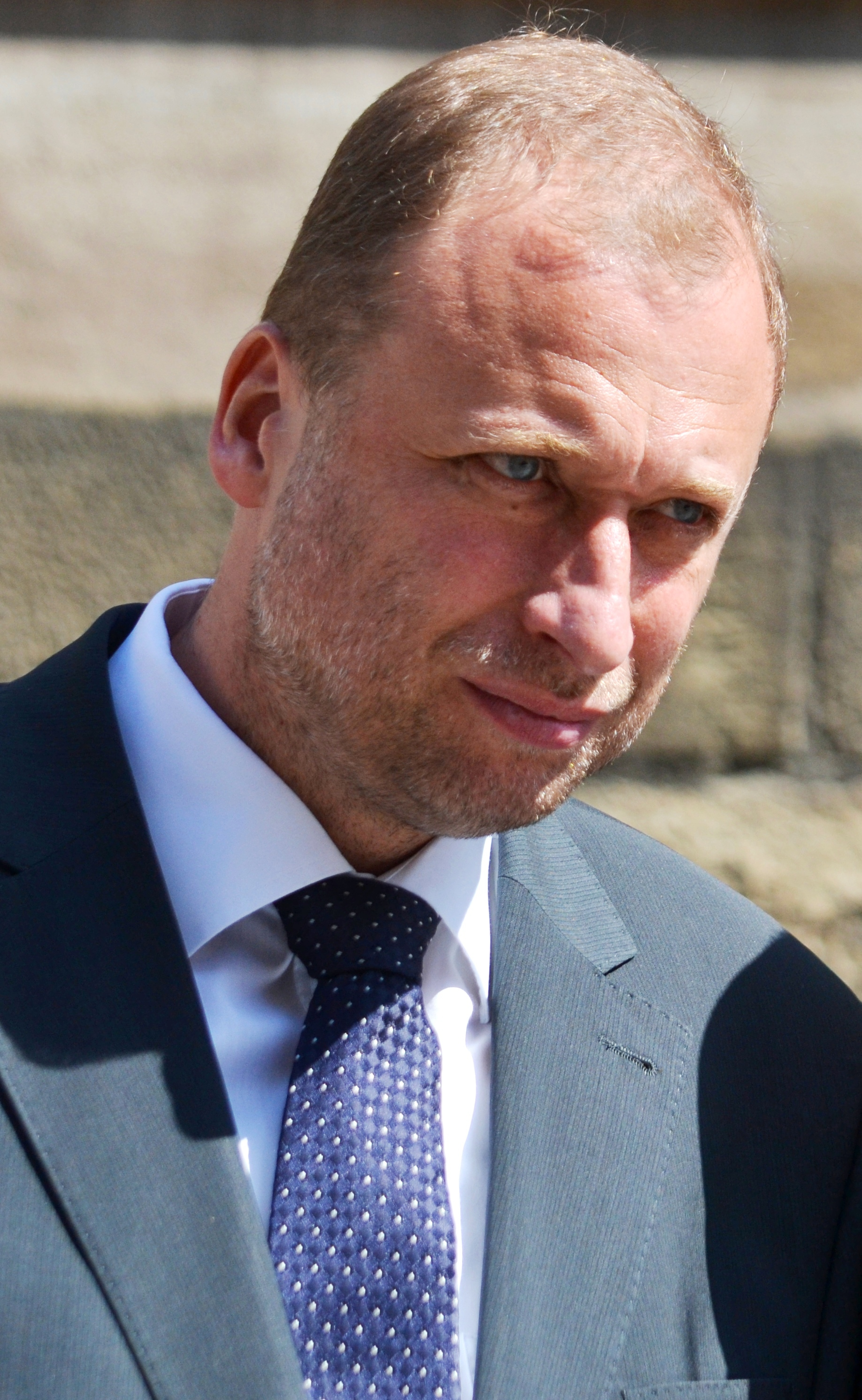
Tomáš Jan Podivínský, 2014

Tomáš Jan Podivínský (* 21. November 1969 in Vyškov) ist ein tschechischer Politiker (KDU-ČSL) und Diplomat. Er ist seit 2024 tschechischer Botschafter in der Schweiz sowie im Fürstentum Liechtenstein. Er war von 2013 bis 2014 Umweltminister und von 2015 bis 2020 tschechischer Botschafter in Deutschland.

## Leben
Er studierte an der Universität Brünn und anschließend von 1988 bis 1992 Journalismus an der sozialwissenschaftlichen Fakultät der Karls-Universität in Prag. Ab 1985 arbeitete er bereits als Journalist für verschiedene Zeitungen und Zeitschriften. 1989/1990 war er Mitglied des zentralen studentischen Streikkomitees. 1992 war er für die Zeitung Rovnost tätig. Es folgte eine Arbeit mit Bezug zu deutschsprachigen Ländern. Von 1993 bis 1995 arbeitete er als Exportchef des Prager Klimaanlagenunternehmens Janka. Der Schwerpunkt der Geschäftsbeziehungen lag in Deutschland.
Im Jahr 1996 trat er in den Dienst tschechischen Außenministeriums ein. Er arbeitete zunächst als Berater des Hauptdirektors der Wirtschafts- und Informationsabteilung. Ab 1997 war er an der tschechischen Botschaft in Österreich in Wien als Sekretär der Handelsabteilung tätig, wobei er insbesondere mit Angelegenheiten des Kernkraftwerk Temelín befasst war. 1999 wurde er Protokollchef der Botschaft, 2000 übernahm er die Funktion als Pressesprecher der Botschaft und persönlicher Sekretär des Botschafters Jiří Gruša. 2003 kehrte er nach Tschechien zurück und war bis 2005 Direktor des Kabinetts des Außenministers und parlamentarischer Sekretär. 2004 studierte er zugleich an der Diplomatischen Akademie in Prag. Im Jahr 2005 ging er als Generalkonsul nach Dresden. Das Amt hatte er bis 2009 inne.
2010 arbeitete er an der Diplomatischen Akademie in Prag, 2011 war er Geschäftsführer und Partner des Beratungsunternehmens Synco Europe mit Sitz in Prag. Ab 2011 war er in der Umweltbereich tätig und stellvertretender Leiter eines staatlichen Umweltfonds. Im Jahr 2012 wurde er stellvertretender Umweltminister, bis er vom 10. Juli 2013 bis zum 29. Januar 2014 in der Regierung Jiří Rusnok das Amt als tschechischer Umweltminister übernahm.
Zugleich war Podivínský vom 26. Oktober 2013 bis 8. Dezember 2014 Mitglied des Abgeordnetenhauses des tschechischen Parlaments und gehörte der Fraktion der christdemokratischen KDU–ČSL an, für die er bei der Wahl in das Parlament eingezogen war. Er gehörte von Februar bis Mai 2014 dem Umweltausschuss und danach dem Wirtschaftsausschuss an. Außerdem war Podivínský Mitglied des Wahlausschusses, dessen stellvertretender Vorsitzender er zeitweise war. Er gehörte den interparlamentarischen Gruppen mit Armenien und Israel an.
Am 8. Januar 2015 wurde Podivínský als tschechischer Botschafter in Deutschland akkreditiert. 2019 war er der erste tschechische Botschafter der auf einem Tag der Sudetendeutschen sprach.
Podivínský wurde am 3. September 2024 als tschechischer Botschafter in der Schweiz sowie am 25. Oktober als Botschafter in Liechtenstein mit Sitz in Bern akkreditiert.
Podivínský ist Mitglied der tschechisch-israelischen Handelskammer.

## Persönliches
Tomáš Jan Podivínský ist verheiratet und Vater zweier Kinder. Er spricht neben Tschechisch, Deutsch, Englisch und Russisch. Außerdem ist er Mitglied des Rotary Clubs.